# Kerstin Niblaeus
Kerstin Sigrid Elida Niblaeus, född 17 december 1946 i Ljusdal, är en svensk forskare och ämbetsman.
Niblaeus studerade kemiteknik vid Kungliga Tekniska Högskolan där hon avlade civilingenjörsexamen 1970, var kårordförande för Tekniska Högskolans Studentkår och senare forskarstuderande i kärnkemi, och avlade doktorsexamen 1977.
Niblaeus var tjänsteman i den socialdemokratiska statsrådsberedningen 1975–1976 och var statssekreterare för forskning i statsrådsberedningen 1982–1985. Hon var generaldirektör för Kemikalieinspektionen 1986–1995 och var därefter generaldirektör vid EU:s ministerråd, Sekretariatet med ansvar för miljöfrågor, 1995–2008. Av regeringen utsågs hon till ny ordförande i styrelsen för Stockholm Environment Institute, från och med den 1 januari 2010, en post som hon alltjämt (2019) innehar.
Niblaeus är ledamot av Kungl. Skogs- och Lantbruksakademien sedan 1986, av Kungliga Ingenjörsvetenskapsakademien sedan 1988 och av Kungliga Vetenskapsakademien sedan 1991.
Kerstin Niblaeus är dotter till studierektor Sigvard Niblaeus och folkskollärarinnan Greta, född Jödahl. Hon är sedan 1969 gift med Ulf Dahlsten.